# Santo Domingo (Morropón)
Santo Domingo es una localidad peruana ubicada en el distrito homónimo que conforma la provincia de Morropón del departamento de Piura, en Perú. A su vez, es la capital del distrito mencionado. En el 2017 tenía una población de 1035 habitantes.

## Ubicación
Santo Domingo se encuentra en la parte Nor-oriental de la provincia de Morropón, en la sierra del departamento de Piura. El pueblo se ubica a 1457 m s. n. m. y distante a 130km de la ciudad de Piura.